# 波旁地区韦尔讷伊
波旁地区韦尔讷伊（法語：Verneuil-en-Bourbonnais，法語發音：[vɛʁnœj ɑ̃ buʁbɔnɛ]）是法国阿列省的一个市镇，属于穆兰区。

## 地理
波旁地区韦尔讷伊（46°20'48"N, 3°15'8"E）面积14.14 平方千米，位于法国奥弗涅-罗讷-阿尔卑斯大区阿列省，该省份为法国中部省份，北起涅夫勒省、西北接谢尔省，西南至克勒兹省，南至多姆山省，东南临卢瓦尔省，东临索恩-卢瓦尔省。
与波旁地区韦尔讷伊接壤的市镇（或旧市镇、城区）包括：布朗萨、孔蒂尼、梅亚尔、阿列河畔莫内泰、索尔塞。

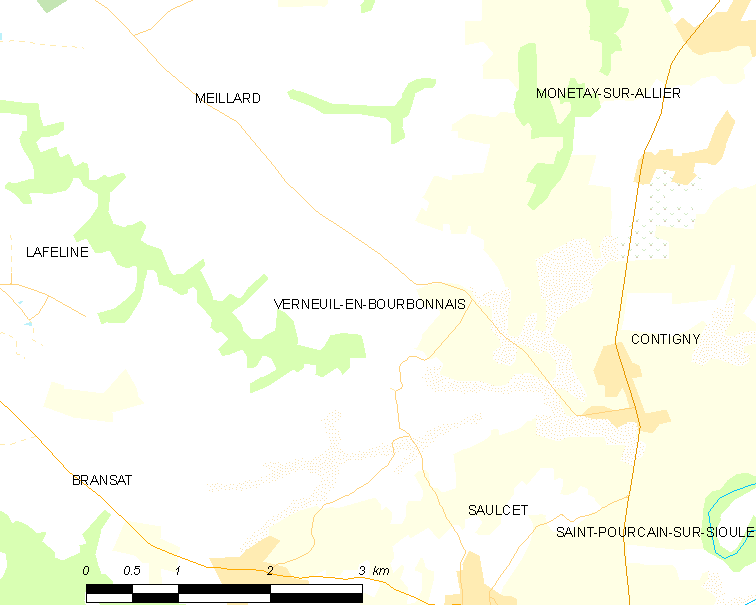
波旁地区韦尔讷伊的OSM定位图

波旁地区韦尔讷伊的时区为UTC+01:00、UTC+02:00（夏令时）。

## 行政
波旁地区韦尔讷伊的邮政编码为03500，INSEE市镇编码为03307。

## 政治
波旁地区韦尔讷伊所属的省级选区为苏维尼县。

## 人口

1962-2008年间波旁地区韦尔讷伊人口变化图示

波旁地区韦尔讷伊于2022年1月1日时的人口数量为237人。